# Coucou à calotte blanche
Cacomantis leucolophus
Genre
Espèce
Statut de conservation UICN

 LC  : Préoccupation mineure
Le Coucou à calotte blanche (Caliechthrus leucolophus) est une espèce d'oiseaux de la famille des Cuculidae. Son aire s'étend à travers la Nouvelle-Guinée.